# 엄마 찾아 천리길
엄마 찾아 천리길은 한국에서 제작된 정인엽 감독의 1972년 영화이다. 김정훈 등이 주연으로 출연하였고 김동수 등이 제작에 참여하였다.

## 출연

### 주연
- 김정훈
- 이예춘